# Лючжи
26°12′54″ пн. ш. 105°28′16″ сх. д. / 26.21489° пн. ш. 105.47115° сх. д.
Лючжи (особливий район Лючжи, кит. спр. 六枝特区, піньїнь: Liùzhītè Qū) — район міста Люпаньшуй в південнокитайській провінції Гуйчжоу.

## Географія
Лючжи займає схід префектури, лежить на висоті близько 1300 метрів над рівнем моря у центрі Юньнань-Гуйчжоуського плато.

### Клімат
Район знаходиться у зоні, котра характеризується вологим субтропічним кліматом. Найтепліший місяць — липень із середньою температурою 22,1 °C. Найхолодніший місяць — січень, із середньою температурою 5,2 °С.
| Клімат району Лючжи     | Клімат району Лючжи | Клімат району Лючжи | Клімат району Лючжи | Клімат району Лючжи | Клімат району Лючжи | Клімат району Лючжи | Клімат району Лючжи | Клімат району Лючжи | Клімат району Лючжи | Клімат району Лючжи | Клімат району Лючжи | Клімат району Лючжи | Клімат району Лючжи |
| Показник                | Січ.                | Лют.                | Бер.                | Квіт.               | Трав.               | Черв.               | Лип.                | Серп.               | Вер.                | Жовт.               | Лист.               | Груд.               | Рік                 |
| Середній максимум, °C   | 8,3                 | 11                  | 15,8                | 20,6                | 23,3                | 24,7                | 26                  | 26,4                | 23,8                | 18,9                | 15,2                | 10,5                | 18,7                |
| Середня температура, °C | 5,2                 | 7,3                 | 11,3                | 15,9                | 18,9                | 20,9                | 22,1                | 22                  | 19,6                | 15,5                | 11,6                | 7,1                 | 14,8                |
| Середній мінімум, °C    | 3,1                 | 4,8                 | 8,2                 | 12,4                | 15,6                | 18                  | 19,3                | 18,9                | 16,7                | 13,2                | 9,2                 | 4,8                 | 12                  |
| Норма опадів, мм        | 23.3                | 25.1                | 29.4                | 71.8                | 192                 | 317.4               | 290.9               | 230.3               | 133.7               | 104.6               | 43.1                | 18.3                | 1479.9              |
| Вологість повітря, %    | 84                  | 81                  | 76                  | 75                  | 77                  | 82                  | 83                  | 81                  | 79                  | 83                  | 81                  | 81                  | 80.3                |
| ----------------------- | ------------------- | ------------------- | ------------------- | ------------------- | ------------------- | ------------------- | ------------------- | ------------------- | ------------------- | ------------------- | ------------------- | ------------------- | ------------------- |
| Джерело: data.cma.cn    |                     |                     |                     |                     |                     |                     |                     |                     |                     |                     |                     |                     |                     |